# 徳島県立農林水産総合技術支援センター
徳島県立 農林水産総合技術支援センター（とくしまけんりつ のうりんすいさんそうごうぎじゅつしえんセンター）は、徳島県の農林水産業に関する施設である。

## 沿革
- 2001年（平成13年）4月1日 機構改革により、畜産試験場、肉畜試験場、病害虫防除所、農業試験場、果樹試験場、林業総合技術センター、水産試験場を統合して農林水産技術センターが設置。その内部組織として研究企画室を設置。
- 2005年（平成17年）4月1日 機構改革により、農林水産総合技術センター、農業改良普及センター及び徳島県農業大学校を統合し農林水産総合技術支援センターが設置。企画管理室に施設整備担当、研究担当、普及担当、教育、担い手担当を新設。
- 2006年（平成18年）4月1日 画管理室を企画管理課に改称。
- 2009年（平成21年）4月1日 企画管理課を廃止。企画研究課、普及教育課を新設。

## 研究所等
- 農業研究所
- 果樹研究所
- 畜産研究所
- 森林林業研究所
- 水産研究所
- 農業研究所
- 農業大学校

## 農業支援センター
- 高度技術支援センター
- 徳島農業支援センター
- 鳴門藍住農業支援センター
- 阿南農業支援センター
- 美波農業支援センター
- 吉野川農業支援センター
- 美馬農業支援センター
- 三好農業支援センター

## 所在地
- 〒770-8570 徳島県徳島市万代町1丁目1番地